# Jungle (film, 2017)
Pour les articles homonymes, voir Jungle (homonymie).
Pour plus de détails, voir Fiche technique et Distribution.
Jungle est un film d'aventure colombiano-australo-britannique réalisé par Greg McLean, sorti en 2017. Il s’agit de l’adaptation de l'œuvre Back From Tuichi: the Harrowing Life-and-Death Story of Survival In The Amazon Rainforest de Yossi Ghinsberg.

## Synopsis
Un groupe d'amis baroudeurs fait un périple dans la jungle bolivienne dans le but de trouver une tribu isolée du monde. Aidés d'un pseudo-aventurier appelé Karl, ils vont parcourir une partie des lieux alors encore inexplorée.

## Fiche technique
Sauf indication contraire, les informations mentionnées dans cette section peuvent être confirmées par la base de données cinématographiques IMDb,  présente dans la section « Liens externes ».
- Titre original : Jungle
- Titre français et québécois : Jungle
- Réalisation : Greg McLean
- Scénario : Justin Monjo, d'après l'autobiographie Back From Tuichi: the Harrowing Life-and-Death Story of Survival In The Amazon Rainforest de Yossi Ghinsberg
- Musique : Johnny Klimek
- Direction artistique : Emma Rudkin et Diana Trujillo
- Décors : Matthew Putland, Juliana Barreto et Justine Dunn
- Costumes : Vanessa Loh
- Photographie : Stefan Duscio
- Son : Marco Augusto Comba, Chris Goodes
- Montage : Sean Lahiff
- Production : Greg McLean, Todd Fellman, Mike Gabrawy, Gary Hamilton et Dana Lustig

Production exécutive : Yvonne Collins
Production associée : Jesica A. Andres, Niv Gat et Ryan Hamilton
Production déléguée : Yossi Ghinsberg, Lawrence Greenberg, Rodrigo Guerrero, Jeff Harrison, Mark Lazarus,
Production déléguée : Berry Meyerowitz, Joan Peters, Jay Zohar Rapaport, Michal Rapaport et Randy Simon
Coproduction déléguée : Ying Ye
- Sociétés de production[1] : Babber Films, Cutting Edge Group, Screen Australia, Screen Queensland et Arclight Films[2]
- Sociétés de distribution[1] : 
  - Australie : Umbrella Entertainment (tous les médias)
  - Royaume-Uni : Signature Entertainment (tous les médias)
  - France : AB Production (DVD)
- Budget : n/a
- Pays d’origine :  Australie,  Colombie,  Royaume-Uni
- Langue originale : anglais, espagnol et allemand
- Format[3] : couleur - 2,35:1 (Cinémascope) - son Dolby Digital
- Genre : action, aventure, thriller, drame, biopic
- Durée : 115 minutes
- Dates de sortie[4] :
  - Australie : 3 août 2017 (Festival international du film de Melbourne), octobre 2017 (Festival du film de Byron Bay)
  - Colombie : 31 mai 2018
  - États-Unis : 14 octobre 2017 (Telluride Horror Show/Horror Film Festival)
  - Pays-Bas : 30 octobre 2017 (Festival international du film de Leiden)
  - France : 18 décembre 2017 (sortie en VOD), 10 janvier 2018 (sortie en DVD et Blu-ray)[5]
- Classification[6] :
  -  Australie : M - Mature (Interdit aux moins de 15 ans)[7].
  -  Royaume-Uni : 15 - Suitable only for 15 years and over (Interdit aux moins de 15 ans)[8].
  -  France : n/a

## Distribution
- Daniel Radcliffe (VF : Kelyan Blanc ; VFB : Maxime Donnay) : Yossi Ghinsberg
- Alex Russell (VF : Bastien Bourlé) : Kevin Gale
- Thomas Kretschmann (VF : Nicolas Marié) : Karl Ruchprecter
- Joel Jackson (VF : Fabien Jacquelin) : Markus Stamm
- Yasmin Kassim : Kina
- Jacek Koman : Moni Ghinsberg
- Lily Sullivan (VF : Karine Texier) : Amie
- Luis José Lopez (VF : Erwan Zamor) : Tico Tudela
- Angie Milliken (en) : Stela

 Source et légende : version française (VF) sur RS Doublage

## Production

### Distributions des rôles
Daniel Radcliffe rejoint le casting du film, le 2 février 2016. Le 21 mars 2016, ce sont les acteurs Alex Russell et Thomas Kretschmann qui sont annoncés au casting.

### Tournage
Le tournage se déroule principalement à mont Tamborine dans le Queensland en Australie mais aussi au parc national Madidi en Bolivie et en Colombie, pendant six semaines entre le 19 mars et 13 avril 2016.

## Accueil
Ce film est présenté en avant-première le 3 août 2017 au Festival international du film de Melbourne en Australie.
En France, le film sort directement en vidéo.

### Accueil critique
Aux États-Unis, le long-métrage a reçu un accueil critique généralement favorable :
- Sur Internet Movie Database, il obtient un score favorable de 6,7⁄10 sur la base de 43 837 critiques[19].
- Sur Metacritic, il obtient un avis mitigé de la presse 48⁄100 sur la base de 14 critiques mais des commentaires généralement favorables du public 6,7⁄10 basés sur 44 évaluations[14].
- Sur l'agrégateur américain Rotten Tomatoes, le film bénéficie d'un taux d'approbation de 60 % basé sur 52 opinions (31 critiques positives et 21 négatives) et d'une note moyenne de 5,73⁄10. Le consensus critique du site Web se lit comme suit: "« Daniel Radcliffe respecte l'histoire factuelle de Jungle avec une performance clairement engagée, même si le film autour de lui ne correspond pas toujours à ses efforts. »"[15]

En France, les retours sont favorables :
- Sur Allociné, il obtient une moyenne de 3,7⁄5 sur la base 75 critiques de la part des spectateurs[16].
- Sur SensCritique, il obtient une moyenne de 6,4⁄10 sur la base d’environ 2 000 retours du public dont 64 coups de cœur et 874 envies[20].
- Sur Télérama, la note des spectateurs est de 2,55⁄5 pour 73 critiques[17].
- Ecranlarge attribue au long-métrage une note de 4⁄5 avec une "« critique survivaliste : Greg McLean, on le connait et on l'aime pour son impitoyable Wolf Creef et son sauvage Solitaire, deux films qui montrent bien que le gars n'est pas un enfant de chœur quand il s'agit de nous apprendre la vie. Et il le prouve une nouvelle fois avec ce Jungle bien corsé. »" quant aux lecteurs, ils lui attribuent une note de 3,8⁄5[18].

## Distinctions
Entre 2017 et 2018, Jungle a été sélectionné 7 fois dans diverses catégories et a remporté 2 récompenses.

### Récompenses
- Byron Bay International Film Festival 2017 : prix du meilleur long métrage dramatique décerné à Greg McLean.
- Australian Film Critics Association Awards 2018 : AFCA Award de la meilleure photographie décerné à Stefan Duscio.

### Nominations
- AACTA Awards 2017 : meilleure photographie pour Stefan Duscio.
- Asia-Pacific Film Festival 2018 : meilleurs effets visuels.
- Australian Directors Guild Awards 2018 : meilleure réalisation dans un long métrage pour Greg McLean.
- Australian Screen Editors 2018 : meilleur montage dans un long métrage pour Sean Lahiff.
- Film Critics Circle of Australia Awards 2018 : meilleure photographie pour Stefan Duscio.

## Editions en vidéo
- En France, Jungle sort en VOD le 18 décembre 2017, puis en DVD et Blu-ray le 10 janvier 2018[5].